# Longonot
Longonot (nebo také Olonongot) je stratovulkán, nacházející se asi 30 km jihovýchodně od jezera Naivasha a 50 km severozápadně od hlavního města Keni – Nairobi. 2776 m vysoký vulkán je tvořen převážně trachytickými horninami a jeho vrchol je zakončen kalderou o rozměrech 8 × 12 km. Mladší lávové proudy se nachází na jihozápadních svazích. Poslední erupce proběhla v roce 1863.